# Stereotype (canción de STAYC)
«Stereotype» (en hangul, 색안경; romanización revisada, saeg-angyeong) (estilizada en mayúsculas) es una canción grabada por el grupo de chicas surcoreanas STAYC de su primer extended play del mismo nombre. Fue lanzado como sencillo principal el 6 de septiembre de 2021 por High Up Entertainment. La canción fue escrita y compuesta por Black Eyed Pilseung y Jeon Goon, y arreglada por Rado.

## Antecedentes y lanzamiento
El 4 de agosto de 2021, High Up Entertainment confirmó a través de Newsen que STAYC se estaba preparando para un regreso. El 16 de agosto, se anunció que STAYC lanzaría su primer extended play titulada Stereotype el 6 de septiembre. El 30 de agosto, se lanzó un video teaser medley destacado con «Stereotype» anunciado como el sencillo principal. El 31 de agosto, el productor de la canción Black Eyed Pilseung reveló en una entrevista que «Stereotype» fue escrita y compuesta por primera vez antes del debut de STAYC, pero no fue elegida como su canción debut debido a la letra y el mensaje que transmite la canción. El 2 de septiembre, se lanzó el video teaser que muestra parte de la coreografía de la canción. El 4 de septiembre, una parte de la canción de 30 segundos de duración fue prelanzada en TikTok para el desafío de TikTok. El 5 de septiembre, se lanzó el teaser del video musical. La canción junto con el video musical fue lanzada el 6 de septiembre.

## Composición
«Stereotype» fue escrito y compuesto por Black Eyed Pilseung y Jeon Goon, y arreglado por Rado. Musicalmente, la canción es descrita por NME como «future bass con sintetizadores tipo flauta». «Stereotype» se compuso en clave de fa sostenido mayor, con un tempo de 148 latidos por minuto.

## Recibimiento comercial
«Stereotype» debutó en la posición 27 en el Gaon Digital Chart de Corea del Sur en la edición del chart con fecha del 5 al 11 de septiembre de 2021. La canción también debutó en las posiciones 3, 37 y 93 en Gaon Download Chart, Gaon Streaming Chart y Gaon BGM Chart, respectivamente, en la edición de la lista con fecha del 5 al 11 de septiembre de 2021. La canción debutó en la posición 68 y 16 en Billboard K-pop Hot 100 y World Digital Songs, respectivamente, en la edición de la lista con fecha del 18 de septiembre de 2021. La canción luego ascendió a la posición 17 en K-pop Hot 100 en la edición de la lista con fecha del 23 de octubre de 2021. La canción debutó en la posición 25 en RIAS Top Streaming Chart de Singapur en la edición de la lista con fecha del 10 al 16 de septiembre de 2021. La canción también debutó en la posición 20 en RIAS Top Regional Chart en la edición de la lista con fecha del 3 al 9 de septiembre de 2021. La canción luego ascendió a la posición 22 y 7 en RIAS Top Streaming Chart y RIAS Top Regional Chart, respectivamente, en la edición de la lista con fecha del 17 al 23 de septiembre de 2021.

## Promoción
Antes del lanzamiento del primer extended play, el 6 de septiembre de 2021, STAYC realizó un evento en vivo llamado «STAYC The 1st Mini Album [STEREOTYPE] Showcase» en V Live para presentar su EP y su canción, incluido «Stereotype». Tras el lanzamiento del extended play, el grupo interpretó «Stereotype» en cuatro programas de música: Music Bank de KBS2 el 10 de septiembre, Show! Music Core de MBC el 11 de septiembre, Inkigayo de SBS el 12 de septiembre y The Show de SBS MTV el 14 de septiembre, donde ganaron el primer lugar. El grupo también interpretó la canción en You Hee-yeol's Sketchbook el 11 de septiembre. En la segunda semana del lanzamiento de la canción, el grupo actuó en Show Champion de MBC M el 15 de septiembre y M Countdown de Mnet el 16 de septiembre, donde obtuvieron el primer lugar en ambas apariciones.

## Créditos y personal
Créditos adaptados de Melon.
Estudio
- Ingrid Studio – grabación, edición digital
- Koko Sound Studio – mezcla
- Sterling Sound – masterización

Personal
- STAYC - voz, coros
- Black Eyed Pilseung - letra, composición
- Jeon Goon - letra, composición
- Rado - arreglo,  bajo,  teclado
- Jung Eun-kyung - grabación, edición digital
- Kim Su-jeong - grabación
- Go Hyeon-jeong - mezcla
- Kim Jun – sang - mezcla (asistente)
- Jeongg Yeong-woon - mezcla (asistente)
- Ji Min-woo - mezcla (asistente)
- Chris Gehringer - masterización

## Reconocimientos
| Título        | Canal   | Fecha                    | Ref.   |
| ------------- | ------- | ------------------------ | ------ |
| The Show      | SBS MTV | 14 de septiembre de 2021 | [ 26 ] |
| Show Champion | MBC M   | 15 de septiembre de 2021 | [ 28 ] |
| M Countdown   | Mnet    | 16 de septiembre de 2021 | [ 29 ] |

## Posicionamiento en listas
| Listas (2021)                      | Mejor posición |
| ---------------------------------- | -------------- |
| Singapur (RIAS)                    | 22             |
| Corea del Sur (Gaon)               | 27             |
| Corea del Sur (K-pop Hot 100)      | 17             |
| US World Digital Songs (Billboard) | 16             |

## Historial de lanzamiento
| Región | Fecha                   | Formato                        | Discográfica          | Ref.  |
| ------ | ----------------------- | ------------------------------ | --------------------- | ----- |
| Varios | 6 de septiembre de 2021 | - Descarga digital - streaming | High Up Entertainment | [ 9 ] |